# (11384) Sartre
(11384) Sartre est un astéroïde de la ceinture principale.

## Description
(11384) Sartre est un astéroïde de la ceinture principale. Il fut découvert par Eric Walter Elst le 18 septembre 1998 à La Silla. Il présente une orbite caractérisée par un demi-grand axe de 2,4 UA, une excentricité de 0,184 et une inclinaison de 2,68° par rapport à l'écliptique.
Il fut nommé en hommage à Jean-Paul Sartre, écrivain et philosophe français, représentant du courant existentialiste, dont l'œuvre et la personnalité ont marqué la vie intellectuelle et politique de la France de 1945 à la fin des années 1970. Il reçut le prix Nobel de littérature.

## Compléments